# Martín Meléndez
Martín Meléndez (* 1982 in Moskau) ist ein kubanischer Jazzmusiker (Cello, auch Piano, E-Bass, Komposition) und lebt seit 2008 in Barcelona.

## Leben und Wirken
Meléndez, der im Alter von einem Jahr mit seinen Eltern nach Kuba zurückkehrte, wuchs in Havana auf. Dort erhielt er Cellounterricht am Conservatorio Amadeo Roldan, um später am Instituto Superior de Arte zu studieren. 2001 machte er seinen Abschluss als Instrumentalist und Cello-Lehrer am Conservatorio Amadeo Roldan.
Meléndez gründete in Kuba das Traza Quartet in der Besetzung zwei Gitarren, Violine und Cello, um populäre kubanische Musik zu interpretieren. Mit Aupaquartet versuchte er in Barcelona im Crossover eine Neuerfindung des Streichquartetts.
Meléndez gehörte in Barcelona zu dem Projekt Cordes del Món, das von Ernesto Briceño geleitet wird. Er trat mit Carlos Sauras Flamenco Hoy und für sieben Jahre lang in Rafael Amargos Programm Opera y Flamenco auf. Er arbeitete mit Pablo Milanés, Chano Domínguez, Macaco, Dorantes, Renaud Garcia-Fons, Yusa, Descemer Bueno, Antonio Rey, Kiko Veneno, Ernesto Aurignac, Reynald Colom, Joaquín Sabina und Kinan Azmeh, mit denen er in vielen Teilen der Welt auftrat, etwa in Australien, Argentinien, Chile, Kanada der Türkei, Russland, China und Deutschland. Ende 2018 gründete er Martín Meléndez & Power Trio mit Lucía Fumero (Keyboard) und Gabriel González (Schlagzeug), mit dieser Formation veröffentlichte er 2021 sein Debütalbum I Have a Dream (NarRator Records). Er gehört mit Aleix Tobías zum Trio von Marco Mezquida und ist auf dessen Trioalbum Talismán (2020) zu hören; mit diesem Trio gewann er 2022 den BMW Welt Jazz Award.